# Islay
Islay ([ˈaɪlə] englischⓘ, schottisch-gälisch Ìleⓘ) ist die südlichste und fruchtbarste Insel der Inneren Hebriden und gehört zur Council Area Argyll and Bute. Sie ist vor allem für die dort produzierten Whiskys bekannt.

## Geographie
Die Insel hat eine Größe von 619,6 km², ist etwa 40 km lang und hat eine maximale Breite von 32 km. Die höchste Erhebung ist 491 m hoch. Von Norden und Süden ragen die Meeresarme Loch Gruinart und Loch Indaal tief in das Innere der Insel. Die nach Südwesten ins Meer ragende Landzunge wird Rhinns of Islay genannt. Die im äußersten Süden der Insel gelegene Halbinsel heißt The Oa und ist eine felsige Region. Von der benachbarten Insel Jura trennt sie der Sound of Islay.
Auf Islay leben 3228 Einwohner (Stand: 2011). Hauptort ist Bowmore mit 860 Einwohnern (Schätzung 2004). Zu den weiteren Ortschaften zählen Port Ellen, Port Askaig und Port Charlotte.
Das Klima ist dank des Golfstroms recht mild.

## Geschichte

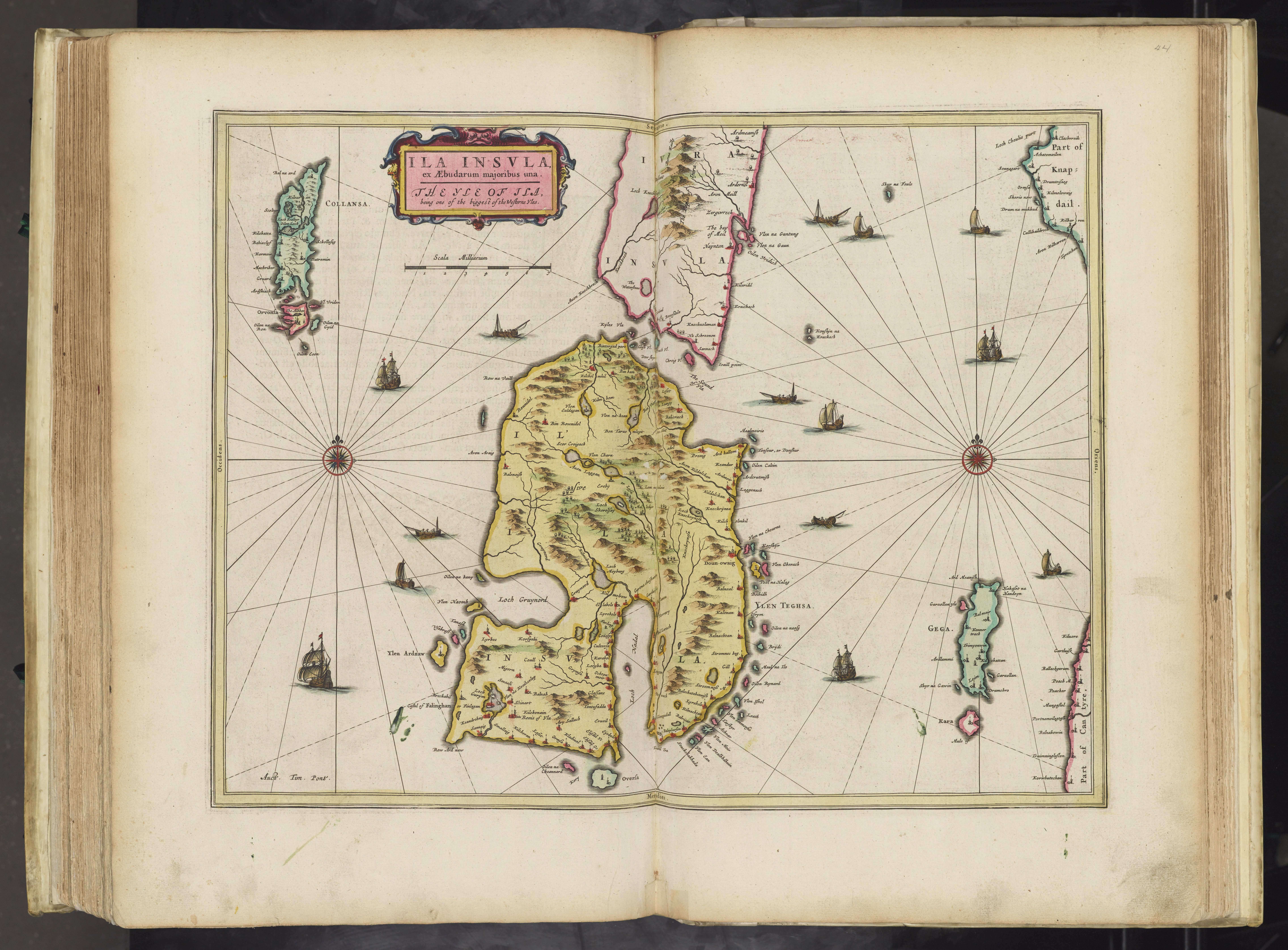
Historische Karte von Islay (ILA INSVLA)

Die ersten Siedler waren Jäger und Sammler, die während der Mittelsteinzeit nach Islay kamen. 1993 wurde ein Feuerstein gefunden, der vor 12.000 Jahren als Werkzeug benutzt worden war. Columban kam im 5. Jahrhundert auf seinem Weg von Irland nach Iona offenbar nach Islay. Die Insel war damals Teil des Königreichs Dalriada. Vom 14. bis 16. Jahrhundert regierten die Lords of the Isles die schottische Westküste. Sie hatten lange ihren Sitz auf Islay. 1408 wurde von ihnen die gälischsprachige Islay Charter unterzeichnet. 1726 wurde Islay von Daniel Campbell erworben. Bis 1853 blieb die Insel im Besitz seiner Familie, bevor sie an James Morrison verkauft wurde.
Bereits ab den 1830er Jahren begann die Bevölkerungszahl zu sinken. Grund waren wie in vielen Teilen Schottlands die Highland Clearances, durch die viele Bewohner zur Emigration gezwungen wurden. Im Zweiten Weltkrieg wurde auf Islay ein Militärflugplatz gebaut, der seit Beendigung des Krieges als Islay Airport für zivile Zwecke genutzt wird. Anfang dieses Jahrtausends wurde auf Islay eine Zweigstelle des gälischsprachigen College Sabhal Mòr Ostaig eröffnet.
Linguistische und genetische Untersuchungen von 2022 deuten darauf hin, dass viele der alteingesessenen Familien von Wikingern aus dem heutigen Norwegen abstammen, die sich mit der Zeit sprachlich angepasst haben.

### Erster Weltkrieg
Während des Ersten Weltkriegs sanken 1918 zwei Truppentransportschiffe innerhalb weniger Monate vor Islay. Das britische Passagierschiff SS Tuscania wurde am 5. Februar von SM UB-77 torpediert, wobei über 160 Menschen ums Leben kamen Das Wrack liegt in tiefem Wasser 6,4 km westlich des Mull of Oa. Am 6. Oktober wurde die HMS Otranto in einen Zusammenstoß mit der HMS Kaschmir bei schwerer See verwickelt, als sie Truppen aus New York kommend beförderte. Otranto verlor die Steuerung und trieb auf die Westküste der Rinns zu. Als Antwort auf ihr SOS ging der Zerstörer HMS Mounsey längsseits und konnte über 350 Mann retten. Dennoch sank die Otranto an der Küste in der Nähe der Machir Bay mit Verlust von insgesamt 431 Menschenleben. Das amerikanische Rote Kreuz errichtete nahe dem Südkap Oa ein Denkmal zum Gedenken an den Untergang dieser beiden Schiffe. In Kilchoman wurde ein Militärfriedhof angelegt, auf dem die Toten beider Nationen der letztgenannten Katastrophe begraben wurden (bis auf eine wurden später alle amerikanischen Leichen exhumiert und in die Heimat gebracht).

Am 4. Mai 2018, 100 Jahre nach den Tragödien, fanden auf Islay verschiedene Gedenkfeiern statt. In Port Ellen nahm HRH Anne, Princess Royal an der Hauptveranstaltung teil. Von deutscher Seite waren u. a. die Geschäftsträgerin a. i. der Botschaft London, Gesandte Tania Freiin von Uslar-Gleichen, und Flottillenadmiral Jens Nemeyer anwesend.

## Flora und Fauna
Auf der Insel findet man zahlreiche Vogelarten. Dazu zählen die Alpenkrähe, Kornweihe, Seeadler, Austernfischer, Kormorane und viele Watvogelarten. Im Februar finden sich viele Weißwangengänse auf Islay ein.
Auf Islay lebt eine Rotwild-Population von etwa 5000 Tieren, während ehemals hier heimische Bestände von Wölfen und Braunbären heute ausgerottet sind.

## Sehenswürdigkeiten

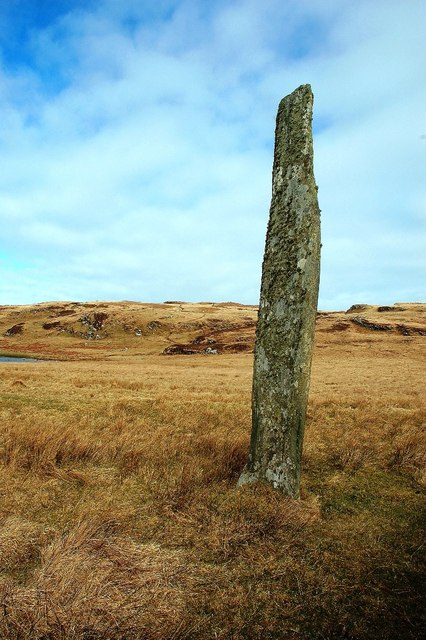
Der mit rund 4 Metern Höhe größte Menhir der Insel bei Ballinaby

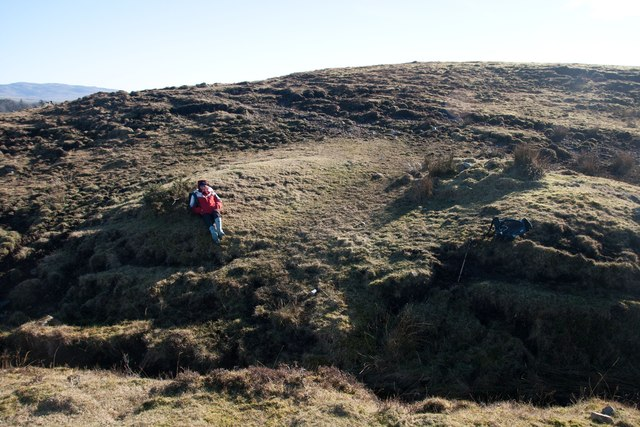
Der Burnt Mound von Borichill

Die Clyde Tombs von Cragabus auf der Halbinsel The Oa, Cnoc an Altair, Frachdale und Nereabolls (Giant’s Grave oder Slochd Measach) der Cairn von Carnduncan, der Steinkreis von Cultoon und die Achnacarranan Stones gehören neben der mittelalterlichen St. Ciaran’s Chapel mit ihrem Stein mit Cup-and-Ring-Markierungen ebenso zu den Sehenswürdigkeiten wie die Menhire von Carragh Bhan und Ballinaby oder das Hillfort Dun Nosbridge und die Keltenkreuze von Kildalton und Kilnave.
Das stark verwitterte frühchristliche Kreuz von Kilnave aus dem 5. Jahrhundert steht an der Nordküste westlich der Bucht von Gruinart auf der Halbinsel Ardnave vor der Ruine der gleichnamigen Kapelle. Kreuz und Kapelle sind im nationalen Denkmalregister verzeichnet.
In der Nähe der Bunnahabhain-Destillerie ist das Schiffswrack der Wyre Majestic zu sehen, die dort im Oktober 1974 auf Grund lief. Im Nordosten der Insel befinden sich auf einer Insel im Loch Finlaggan die Ruinen von Finlaggan Castle, dem einstigen Sitz der Lords of the Isles. Angeschlossen ist ein Heimatmuseum.

## Wirtschaft und Verkehr

### Whisky

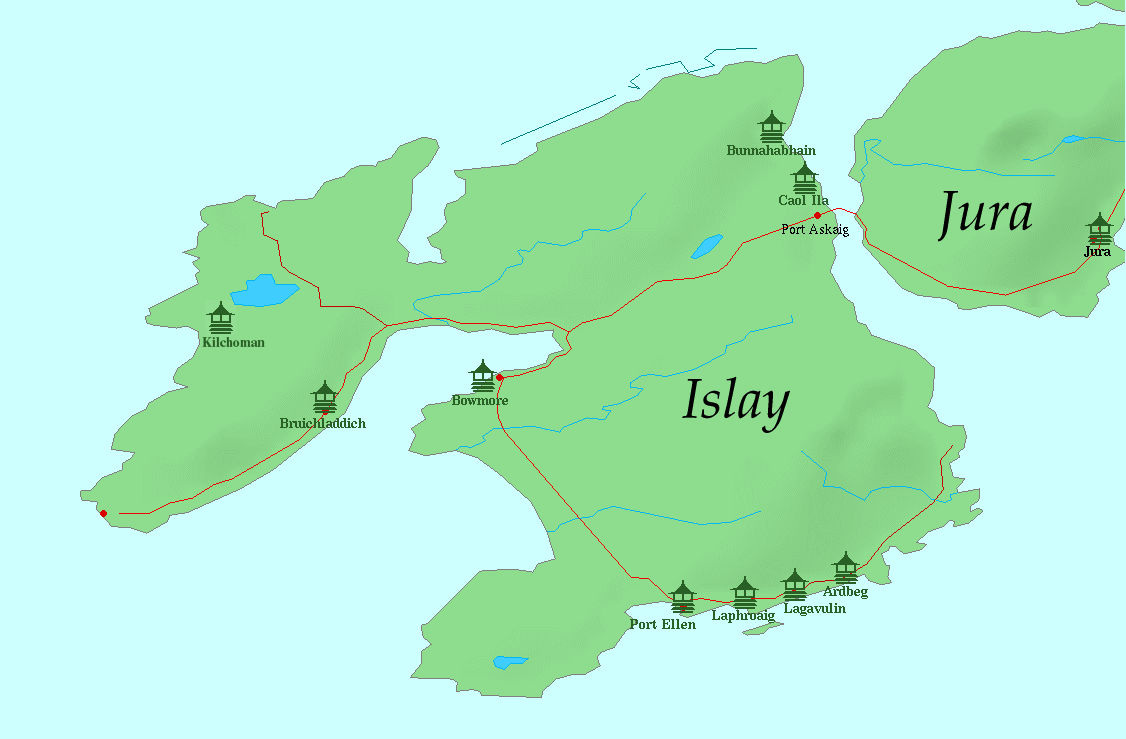
Whiskybrennereien auf Islay

Eine wichtige Einnahmequelle der Insel ist neben der Landwirtschaft die Produktion von Whisky und der damit verknüpfte Tourismus. Anders als die anderen Inseln der Hebriden bildet Islay eine eigene Whiskyregion und wird weder zu den Islands noch zu den Highlands gerechnet.
Zurzeit sind 12 Brennereien aktiv:
- Ardbeg
- Ardnahoe
- Bowmore
- Bruichladdich
- Bunnahabhain
- Caol Ila
- Kilchoman
- Lagavulin
- Laphroaig
- Port Ellen
- Portintruan

- Laggan Bay Distillery

Der Plan, die Port-Charlotte-Brennerei wieder zu eröffnen, ist vorerst auf unbekannte Zeit verschoben worden. Von 1825 bis 1929 hieß die Destillerie Lochindaal. So sollte die Destillerie auch nach dem Wiederaufbau heißen.
Im Oktober 2018 hat Ardnahoe als neunte Destillerie der Insel den Betrieb aufgenommen. Sie liegt zwischen den Brennereien Caol Ila und Bunnahabhain. Die 1983 geschlossene Port Ellen wurde von Diageo im März 2024 wiedereröffnet.
Nicht mehr in Betrieb – neben Port Charlotte – sind
- Achenvoir (1816–1818)
- Ardenistiel (1837–1868) auf dem Gelände von Laphroaig, auch als Kildalton (1849–1852) und Islay (1852–1866) bekannt
- Ardmore (1817–1837), mit Lagavulin zusammengelegt
- Bridgend (1818–1822)
- Daill (1814–1834)
- Freeport (–1847)
- Glenavullen (1827–1832)
- Killarow (–1766, 1821–1822)
- Lossit (1821–1860), auch als Ballygrant (1821–1826) bekannt
- Malt Mill (1908–1960) auf dem Gelände von Lagavulin
- Mulindry (1826–1831)
- Newton (1819–1837)
- Octomore (1816–1852)
- Octovullin (1816–1819)
- Scarrabus (1817–1818)
- Tallant (1821–1852)
- Torrylin
- Upper Cragabus

### Stromerzeugung

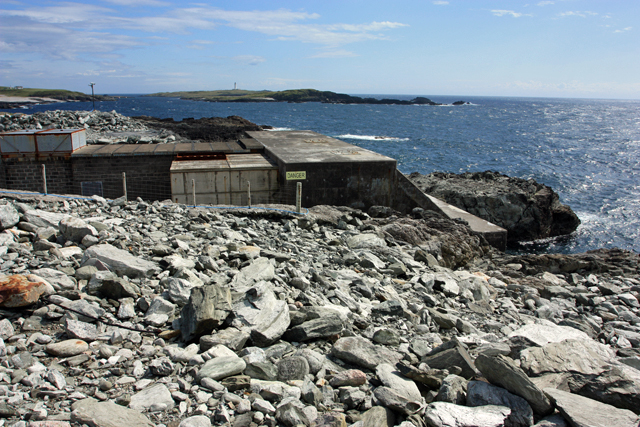
Wellenkraftwerk

1,3 Kilometer nordwestlich von Portnahaven an der Westküste befand sich das erste Wellenkraftwerk der Welt, das ins öffentliche Stromnetz speist. Die Anlage namens Limpet 500 wurde 2001 von der schottischen Firma Wavegen, einer hundertprozentigen Tochter der deutschen Voith Siemens Hydro Power Generation GmbH & Co. KG, gebaut und hatte eine Nennleistung von 0,5 MW. Die Anlage ist inzwischen nicht mehr in Betrieb und wurde entkernt. Lediglich das Gebäude steht noch.
Es gibt Planungen für ein Gezeitenkraftwerk im Sound of Islay zwischen Islay und Jura, südlich von Port Askaig.

### Landwirtschaft
Auf Islay gibt es rund 30.000 Schafe.

### Verkehr

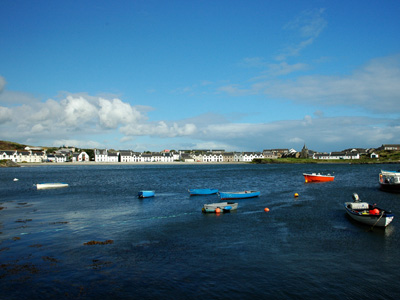
Port Ellen

Es gibt zwei Fährhäfen, Port Ellen im Südosten und Port Askaig im Nordosten, die die Insel mit Kennacraig auf der Halbinsel Kintyre verbinden. Eine kurze Fährverbindung zur Insel Jura existiert von Port Askaig. Die A846 und die A847 sind die Hauptverkehrsstraßen der Insel.
Der Flughafen von Islay verbindet täglich mehrfach mit Glasgow.

## Persönlichkeiten
- Alexander McDougall (1731–1786), Offizier und Politiker
- John Crawfurd (1783–1868), Orientalist
- George Robertson (* 1946), Politiker (Labour Party), britischer Verteidigungsminister 1997–1999, NATO-Generalsekretär 1999–2003
- Alistair Carmichael (* 1965), Politiker (Liberal Democrats)